# Цефтриаксон
Цефтриаксон (6R-6альфа, 7бета(Z)-7-2-амино-4-тиазолил(метоксиимино)ацетил амино-8-оксо-3-(1,2,5,6-тетрагидро-2-метил-5,6-диоксо-1,2,4-триазин-3-ил)тиометил-5-тиа-1-азабицикло 4.2.0 окт-2-ен-2-карбоновая кислота (в виде динатриевой соли)) — антибиотик цефалоспоринового ряда широкого спектра действия.

## Фармакологическое действие
Цефалоспориновый антибиотик III поколения широкого спектра действия для парентерального введения. Бактерицидная активность обусловлена подавлением синтеза клеточной стенки бактерий (нарушает синтез муреина). Отличается устойчивостью к действию большинства бета-лактамаз грамотрицательных и грамположительных микроорганизмов. Активен в отношении следующих микроорганизмов: грамположительные аэробы — Staphylococcus aureus (включая штаммы, продуцирующие пенициллиназу), Staphylococcus epidermidis, Streptococcus pneumoniae, Streptococcus pyogenes, Streptococcus viridans; грамотрицательные аэробы: Acinetobacter calcoaceticus, Enterobacter aerogenes, Enterobacter cloacae, Escherichia coli, Haemophilus influenzae (в том числе штаммы, образующие пенициллиназу), Haemophilus parainfluenzae, Klebsiella spp. (в том числе Klebsiella pneumoniae), Moraxella catarrhalis, (включая пенициллинпродуцирующие штаммы), Morganella morganii, Neisseria gonorrhoeae (в том числе штаммы, образующие пенициллиназу), Neisseria meningitidis, Proteus mirabilis, Proteus vulgaris, Serratia spp. (в том числе Serratia marcescens); отдельные штаммы Pseudomonas aeruginosa также чувствительны; анаэробы: Bacteroides fragilis, Clostridium spp. (кроме Clostridium difficile), Peptostreptococcus spp. Обладает активностью in vitro в отношении большинства штаммов следующих микроорганизмов, хотя клиническое значение этого неизвестно: Citrobacter diversus, Citrobacter freundii, Providencia spp., Providencia rettgeri, Salmonella spp., (включая Salmonella Typhi), Shigella spp.; Streptococcus agalactiae, Bacteroides bivius, Bacteroides melaninogenicus. Метициллиноустойчивые стафилококки устойчивы и к цефалоспоринам, в том числе к цефтриаксону, многие штаммы стрептококков группы D и энтерококков, в том числе Enterococcus faecalis, также устойчивы к цефтриаксону.

## Фармакокинетика
Биодоступность — 100 %, TCmax после внутримышечного введения — 2—3 ч, после внутривенного введения — в конце инфузии. Cmax после внутримышечного введения в дозах 0,5 и 1 г — 38 и 76 мкг/мл соответственно. Cmax при внутривенном введении в дозах 0,5, 1 и 2 г — 82, 151 и 257 мкг/мл соответственно. У взрослых через 2—24 ч после введения в дозе 50 мг/кг концентрация в спинномозговой жидкости во много раз превосходит МПК для наиболее распространенных возбудителей менингита. Хорошо проникает в спиномозговую жидкость при воспалении мозговых оболочек. Связь с белками плазмы — 83—96 %. Объём распределения — 0,12—0,14 л/кг (5,78—13,5 л), у детей — 0,3 л/кг, плазменный клиренс — 0,58—1,45 л/ч, почечный — 0,32—0,73 л/ч. T½ после внутримышечного введения — 5,8—8,7 ч, после внутривенного введения в дозе 50—75 мг/кг у детей с менингитом — 4,3—4,6 ч; у больных, находящиеся на гемодиализе (КК 0—5 мл/мин), — 14,7 ч, при КК 5—15 мл/мин — 15,7 ч, 16—30 мл/мин — 11,4 ч, 31—60 мл/мин — 12,4 ч. Выводится в неизмененном виде — 33—67 % почками; 40—50 % — с желчью в кишечник, где происходит инактивация. У новорождённых детей через почки выводится около 70 % препарата. Гемодиализ неэффективен.
| Объект исследования     | Концентрации, мкг/мл | Концентрации относительно сыворотки крови, % | Концентрации, усл. ед. |
| ----------------------- | -------------------- | -------------------------------------------- | ---------------------- |
| Сыворотка               | 30—257 (в/в)         | 100                                          | 3                      |
| Лимфа                   | _                    | _                                            | 3                      |
| Ткани                   | _                    | _                                            | 3                      |
| Внутриклеточно          | _                    | _                                            | 1                      |
| Желчь                   | 581—98               | >=1000                                       | 4                      |
| Кости                   | 32                   | _                                            | 2                      |
| Плевральный экссудат    | _                    | _                                            | 3                      |
| Перитониальный экссудат | _                    | _                                            | 3                      |
| Синовиальный экссудат   | _                    | _                                            | 3                      |
| Ликвор (норма)          | 5,6                  | _                                            | 0                      |
| Ликвор (при воспалении) | 6,5                  | 4,9                                          | 1                      |
| Моча                    | 600—2700             | >=600                                        | 4                      |
| Мокрота                 | _                    | _                                            | 2                      |
| Плацента                | _                    | 20                                           | 1                      |
| Молоко матери           | _                    | 25                                           | 1                      |

## Показания
Бактериальные инфекции, вызванные чувствительными микроорганизмами: инфекции органов брюшной полости (перитонит, воспалительные заболевания желудочно-кишечного тракта, желчевыводящих путей, в том числе холангит, эмпиема желчного пузыря), заболевания верхних и нижних дыхательных путей (в том числе пневмония, абсцесс легких, эмпиема плевры), инфекции костей, суставов, кожи и мягких тканей, урогенитальной зоны (в том числе гонорея, пиелонефрит), бактериальный менингит и эндокардит, сепсис, инфицированные раны и ожоги, болезнь Лайма (боррелиоз), брюшной тиф, сальмонеллёз и сальмонеллёзное носительство. Профилактика послеоперационных инфекций. Инфекционные заболевания у лиц с ослабленным иммунитетом.

## Противопоказания
Гиперчувствительность (в том числе к другим цефалоспоринам, пенициллинам, карбапенемам).

### C осторожностью
Гипербилирубинемия у новорожденных, недоношенные дети, почечная и/или печеночная недостаточность, неспецифический язвенный колит, энтерит или колит, связанный с применением антибактериальных лекарственных средств, беременность, период лактации.

## Режим дозирования
Внутривенно, внутримышечно. Взрослым и детям старше 12 лет — по 1—2 г 1 раз в сутки или 0,5-1 г каждые 12 ч, суточная доза не должна превышать 4 г. Для новорожденных (до 2 нед.) — 20—50 мг/кг/сут. Для грудных детей и детей до 12 лет суточная доза — 20—80 мг/кг. У детей с массой тела 50 кг и выше применяют дозы для взрослых. Дозу более 50 мг/кг массы тела необходимо назначать в виде внутривенной инфузии в течение 30 мин. Длительность курса зависит от характера и тяжести заболевания. При гонорее — внутримышечно однократно, 250 мг. Для профилактики послеоперационных осложнений — однократно, 1—2 г (в зависимости от степени опасности заражения) за 30—90 мин до начала операции. При операциях на толстой и прямой кишке рекомендуют дополнительное введение препарата из группы 5-нитроимидазолов. При бактериальном менингите у грудных детей и детей младшего возраста — 100 мг/кг (но не более 4 г) 1 раз в сутки. Продолжительность лечения зависит от возбудителя и может составлять от 4 дней для Neisseria meningitidis до 10-14 дней для чувствительных штаммов Enterobacteriaceae. Детям с инфекциями кожи и мягких тканей — в суточной дозе 50—75 мг/кг 1 раз в сутки или 25—37,5 мг/кг каждые 12 ч, не более 2 г/сут. При тяжелых инфекциях другой локализации — 25—37,5 мг/кг каждые 12 ч, не более 2 г/сут. При среднем отите — внутримышечно, однократно, 50 мг/кг, не более 1 г. Пациентам с ХПН коррекция дозы требуется лишь при КК ниже 10 мл/мин. В этом случае суточная доза не должна превышать 2 г.

### Правила приготовления и введения растворов
Следует использовать только свежеприготовленные растворы. В связи с сильной болезненностью внутримышечной инъекции 0,25 или 0,5 г препарата растворяют в 2 мл, а 1 г — в 3,5 мл 1 % раствора лидокаина. Иногда с лидокаином используют воду для инъекции или физраствор. Рекомендуют вводить не более 1 г в одну ягодицу. Для внутривенной инъекции 0,25 или 0,5 г растворяют в 5 мл, а 1 г — в 10 мл воды для инъекций. Вводят внутривенно медленно (2—4 мин). Для внутривенной инфузии растворяют 2 г в 40 мл раствора, не содержащего Ca2+ (0,9 % раствор NaCl, 5—10 % раствор декстрозы, 5 % раствор левулозы). Дозы 50 мг/кг и более следует вводить внутривенно капельно, в течение 30 мин.

## Побочные эффекты

### Аллергические реакции
Лихорадка, эозинофилия, кожная сыпь, крапивница, кожный зуд, мультиформная экссудативная эритема, отеки, анафилактический шок, сывороточная болезнь, озноб.

### Местные реакции
При внутривенном введении — флебиты, болезненность по ходу вены; внутримышечном введение — болезненность в месте введения. Со стороны нервной системы: головная боль, головокружение. Со стороны мочевыделительной системы: олигурия. Со стороны пищеварительной системы: тошнота, рвота, нарушение вкуса, метеоризм, стоматит, глоссит, диарея, псевдомембранозный энтероколит; псевдохолелитиаз желчного пузыря («sludge»-синдром), кандидамикоз и др. суперинфекции.

### Со стороны органов кроветворения
Анемия, лейкопения, леитоз, лимфопения, нейтропения, гранулоцитопения, тромбоцитопения, тромбоцитоз, базофилия; носовые кровотечения, гемолитическая анемия.

### Лабораторные показатели
Увеличение (уменьшение) протромбинового времени, гематурия, повышение активности «печеночных» трансаминаз и ЩФ, гипербилирубинемия, гиперкреатининемия, повышение концентрации мочевины, глюкозурия.

## Особые указания
При одновременной тяжелой почечной и печеночной недостаточности, у больных, находящихся на гемодиализе, следует регулярно определять концентрацию препарата в плазме. При длительном лечении необходимо регулярно контролировать картину периферической крови, показатели функционального состояния печени и почек. В редких случаях при УЗИ желчного пузыря отмечаются затемнения, которые исчезают после прекращения лечения. Даже если это явление сопровождается болями в правом подреберье, рекомендуют продолжение назначения антибиотика и проведение симптоматического лечения. Во время лечения противопоказано употребление этанола — возможны дисульфирамоподобные эффекты (гиперемия лица, спазм в животе и в области желудка, тошнота, рвота, головная боль, снижение артериального давления, тахикардия, одышка). Свежеприготовленные растворы цефтриаксона физически и химически стабильны в течение 6 ч при комнатной температуре. При беременности применяют только в случае, если предполагаемая польза для матери превышает риск для плода. При необходимости назначения препарата в период лактации следует прекратить грудное вскармливание. Пожилым и ослабленным больным может потребоваться назначение витамина K.

## Взаимодействие
Цефтриаксон и аминогликозиды обладают синергизмом в отношении многих грамотрицательных бактерий. Несовместим с этанолом. НПВП и др. ингибиторы агрегации тромбоцитов увеличивают вероятность кровотечения. При одновременном применении с «петлевыми» диуретиками и др. нефротоксичными лекарственными средствами возрастает риск развития нефротоксического действия. Фармацевтически несовместим с растворами, содержащими другие антибиотики. 
Под влиянием бутадиона, а также в сочетании с этакриновой кислотой или фуросемидом повышается нефротоксическое действие препарата.

Вследствие возможного угнетения витамин K-продуцирующей флоры антикоагулирующее действие антагонистов витамина K усиливается, при этом может возникнуть дополнительная потребность в витамине K. 
При совместном применении пробеницид увеличивает период полувыведения антибиотика, что приводит к относительному повышению концентрации антибиотика в сыворотке крови.
Препараты гиалуронидазы повышают проницаемость гистогематических барьеров для антибиотика.
Применение совместно с пенициллинами приводит к потенцированию действия. Однако многие штаммы возбудителей: кишечная палочка, протей, синезелёная палочка проявляют резистентность. 
Комбинация с карбенициллином, пиперациллином, аминогликозидами, азтреонамом, имипенемом, полимиксинами эффективна в отношении энтеробактерий и палочки синезелёного гноя.
Повышение активности в отношении анаэробов достигается путём совместного применения с метронидазолом.